# Polyaigos
Polyaigos (řecky Πολύαιγος) je řecký ostrov v souostroví Kyklady v Egejském moři u pobřeží ostrovů Milos a Kimolos. Nachází se 2 km jihovýchodně od Kimolu a 6 km severovýchodně od Milu.

## Geografie
Rozloha ostrova je 18,15 km². Nejvyšší bod Strongylo dosahuje nadmořské výšky 370 m. Ostrov má přibližně kruhový tvar.

## Obyvatelstvo
V zátoce na západním pobřeží se nachází jediná stejnojmenná vesnice, kde žili v roce 2011 2 obyvatelé.